# Anartioschiza garambensis
Anartioschiza garambensis är en skalbaggsart som beskrevs av Decelle 1975. Anartioschiza garambensis ingår i släktet Anartioschiza och familjen Melolonthidae. Inga underarter finns listade i Catalogue of Life.